# Setge de Salses (1642)
El Setge de Salses de 1642 fou un dels episodis de la Guerra dels Segadors

## Antecedents
Poc després de la revolta que va suposar el Corpus de Sang, l'exèrcit de Felip IV d'Espanya va ocupar Tortosa i Tarragona, el 17 de gener de 1641, davant l'alarmant penetració de l'exèrcit castellà, Pau Claris al capdavant de la Generalitat de Catalunya, proclamà la República Catalana acordant una aliança política i militar amb França, posant Catalunya sota l'obediència de Lluís XIII de França. Pocs dies després, amb l'ajuda de l'exèrcit francès, la Generalitat obtingué una important victòria militar en la batalla de Montjuïc del 26 de gener de 1641, i les tropes castellanes es retiraven a Tarragona.
El 4 de maig de 1641 l'estol francès d'Henri d'Escoubleau de Sourdis es presentà davant de Tarragona i inicià el bloqueig de la ciutat amb les tropes de terra de Philippe de La Mothe-Houdancourt. Durant els mesos de maig i juny es lluità als voltants de Tarragona; el fort de Salou caigué en poder dels francesos el 9 de maig i Constantí el 13 de maig. Després de ser derrotats del 30 de juny al 4 de juliol de 1641 en la primera batalla naval de Tarragona, els espanyols van bastir un nou estol comandat per García Álvarez de Toledo y Mendoza que va aconseguir lliurar provisions a la ciutat i fer fugir l'estol francès al Rosselló.
Una columna castellana de 4.500 homes va sortir de Tarragona el 23 de març de 1642 per socórrer el Rosselló, que havia quedat aïllat al nord, però foren derrotades a mig camí i Cotlliure va caure el mes d'abril. El maig, els espanyols retiren els terços que estaven a Roses amb un estol de 78 naus.

## Batalla
Pocs dies després de la rendició de la ciutat de Perpinyà, el 15 de setembre de 1642 es rendia la guarnició del Castell de Salses.

## Conseqüències
El Rosselló va caure completament en mans francocatalanes, i d'aquesta manera els objectius de Richelieu i Lluís XIII de França de controlar els comtats nordcatalans quedaven satisfets i, per tant, es van donar per acabades les operacions principals. A més, el 4 de desembre de 1642, moriria Richelieu, i el 14 de maig de 1643, Lluís XIII, començant una època de molta agitació a França que va permetre als espanyols recuperar progressivament territori al Principat.